# Vogliamoci troppo bene
Vogliamoci troppo bene è un film del 1989 diretto, scritto, musicato e interpretato da Francesco Salvi, qui al suo esordio alla regia.

## Trama
L'inventore di giocattoli Matteo Zampini vive a Milano con la moglie Vanessa e il figlio Jacopo in un singolare appartamento pieno di gadget.
La moglie e il figlio partono per fotografare un calendario al Polo Nord, lasciando Matteo da solo a Ferragosto, tampinato dall'ingegnere giapponese Sulu e le minacciose telefonate del losco Pistone in una Milano deserta.
Al grido di "Ferragosto, moglie mia non ti conosco!" organizza assieme agli amici Epidermide con la fissa per l'abbronzatura, Gringo esperto di indiani d'America e Saltalamessa corpulento personaggio con il pallino per l'investigazione, serate di divertimento sfrenato tra Milano e Luino sul lago Maggiore.
Una notte rientrato tardi dopo una giornata con gli amici, Matteo incontra davanti al portone di casa priva di sensi Andrea, una ragazza americana vestita da Jessica Rabbit, decide così di soccorrerla portandola in casa.
La ragazza in verità un tempo era sposata con Matteo, il quale però non la ricorda.
L'indomani cerca di tenere nascosta la cosa agli amici che insospettiti e sospinti da Saltalamessa iniziano un pedinamento costante che li porterà persino a rapire la ragazza, ignari a loro volta di una Spia che li stava tenendo d'occhio.
Matteo, tra l'ingegnere giapponese Sulu che vuole il progetto del Porco-Cane (un peluche mezzo porco e mezzo cane) e gli amici pasticcioni, ma anche le preoccupanti telefonate di Pistone e la bellissima Andrea, dovrà sistemare le cose prima che la moglie Vanessa e il figlio Jacopo ritornino dal Polo Nord.
Holly Higgins è doppiata in italiano da Barbara Berengo.